# Промијана (Лука)
Промијана је насеље у Италији у округу Лука, региону Тоскана.
Према процени из 2011. у насељу је живело 7 становника. Насеље се налази на надморској висини од 570 м.